# أبو صير (الإسكندرية)
أبو صير قرية مصرية تتبع مركز برج العرب بمحافظة الإسكندرية، تقع قرابة «الكيلو 44» على طريق الإسكندرية - مطروح الساحلي، على أطراف منطقة « دلتا النيل»، والبلدة محصورة بين البحر الأبيض المتوسط وبحيرة مريوط، وهي ذات أهمية تاريخية كبيرة، فبها آثار معبد قديم ومحاكاة قديمة لفنار الإسكندرية، ومنذ 2009 يُعتقد أنّ بها دُفنت كليوباترا السابعة ومرقس أنطونيوس، كما أنها تُعد من المصايف لموقعها الشاطئي. عُرفت للرومان باسم (باللاتينية: Taposiris Magna).
تضم أبو صير 17 قرية ونجع هي الشرارة، مراقيا الجنوبية، الشروق، الفنار، وسط الساحل، أبو صير، فنوش، القناشات، غرب، القرية الأم، سمالوس، العزايم، حبوش شرق، القريضات، حمليص، الشتور، والبحوز، وبها مساكن وفيلات حديثة الإنشاء، وآثار دير قبطي اسمه «دير الزجاج»، وبها استراحة شاطئية كان يرتادها محمد حسني مبارك - وتعد جزءًا من منطقة الساحل الشمالي الشاطئية.

## المنطقة الأثرية
تتواجد سلسلة من المقابر وآثار معبد على امتداد نتوء جبلي من الحجر الرملي يحدها البحر من الشمال والبحيرة من الجنوب.
وأحد المقبرات لا تزال محفوظة في حالة جيدة، ويُعتقد أنّها «نموذج» لفنار الإسكندرية، وتُعرف عاميًا بعدد من الأسامي، منها «فاروس أبو صير» و«برج العرب». والمقبرة عبارة عن برج ذي 3 طوابق، ارتفاعه تقريبًا 20 مترًا، مربّع القاعدة، ووسطه سداسي وجزئه العلوي مستدير، تمامًا كالمعلم الذي يُعتقد أنّه يحاكيه. ويرجع لعصر بطليموس الثاني (285-246 ق م) ولذا من الوارد أن يكون قد شُيّد في عصر مقارب لفاروس الإسكندرية. 30°56′53″N 29°31′24″E / 30.94806°N 29.52333°E
وقد قام زاهي حواس وكاثلين مارتينز بالحفر في محيط معبد إيزيس منذ 2006. ووجدوا رأس منحوتة لرجل وقناع جزئي، يظهر لها غمازة في الذقن، توحي بمظهر مرقس أنطونيوس، وجدوا النحت بجوار كنز من العملات مرسوم عليها صورة لكليوباترا السابعة. واعتمادًا على ذلك وعلى رواية بلوتارخ، يعتقدان أنّ كليوباترا السابعة ومرقس أنطونيوس مدفونان في المنطقة، غالبًا تحت معبد إيزيس.

## معرض الصور

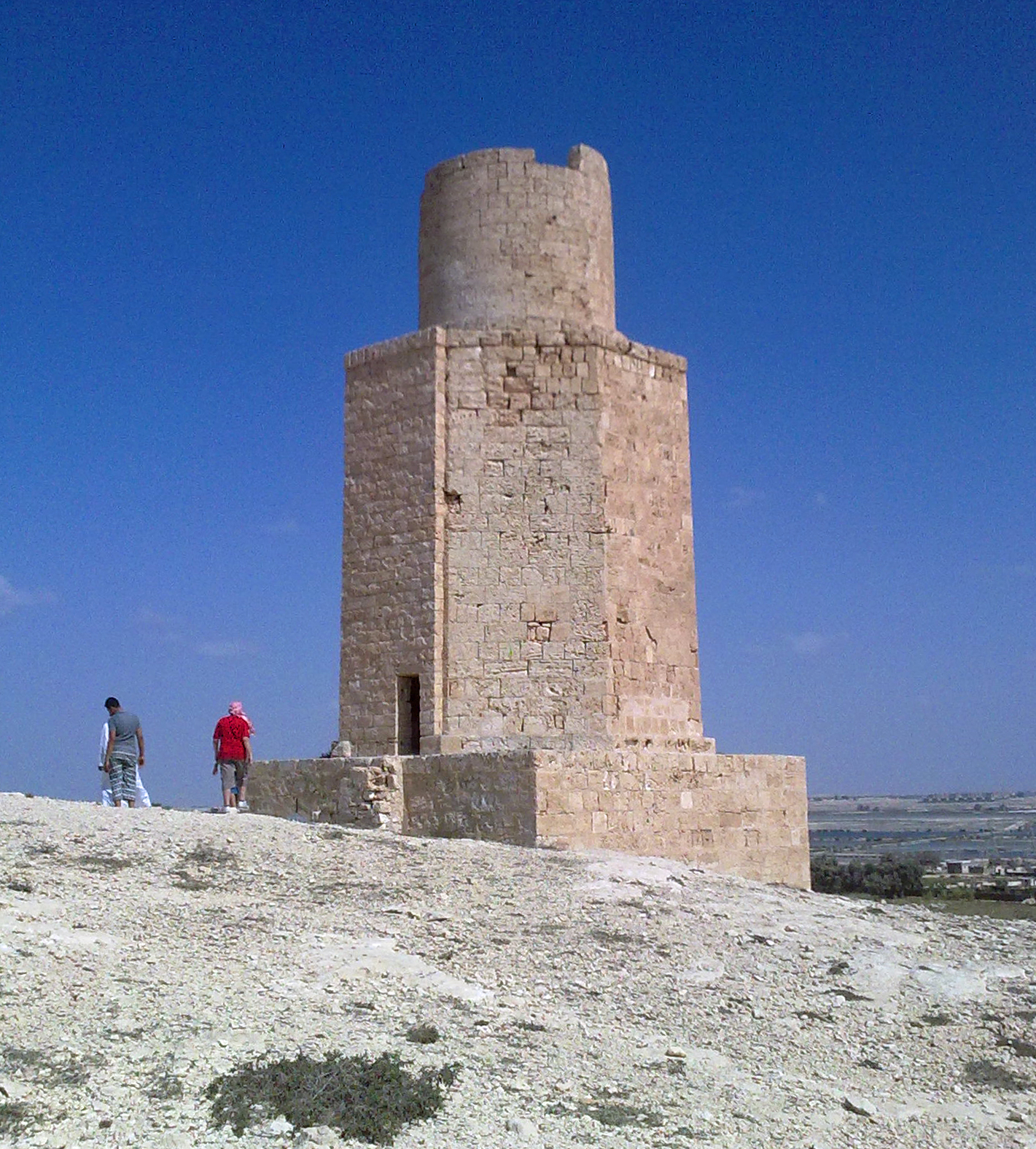
فاروس أبو صير
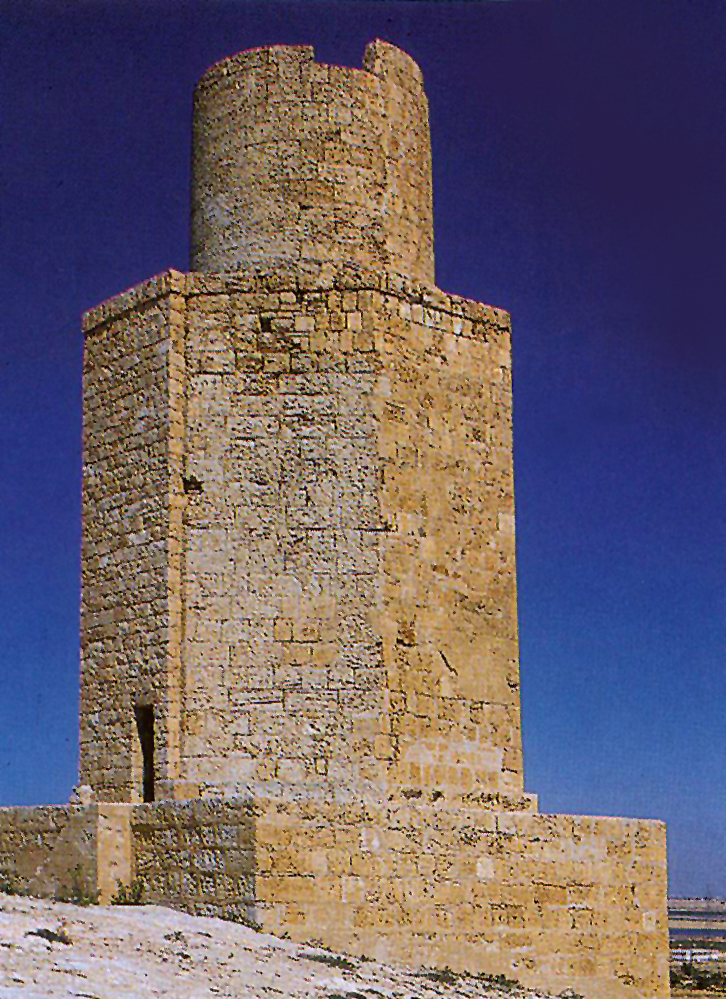
«فاروس أبو صير» يُزيّن مقبرة، ويُعتقد أنّه محاكاة لفنار الإسكندرية الشهير.